# Colangiografia transepatica percutanea

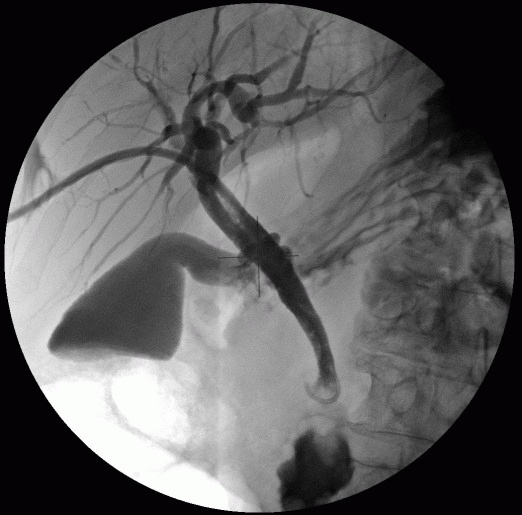
Immagine ottenuta tramite colangiografia transepatica percutanea.

La  colangiografia transepatica percutanea   (PTC) è una tecnica radiografica che permette di visualizzare l'anatomia del tratto biliare.

## Indicazioni
La tecnica diagnostica è indicata per comprendere la natura di ostruzioni biliari e degli itteri quando risulta elevata la bilirubina.

## Procedura
In seguito ad anestesia generale e intubazione (si può intervenire anche in anestesia parziale), si utilizza per la puntura un ago-cannula o un ago del tipo di Chiba la cui introduzione ha portato minori complicanze.
Si punge a livello del nono spazio intercostale alla ricerca di un canalicolo biliare che, se punto, riconosceremo per la fuoriuscita di bile dall'ago. A questo punto si procede con l'iniezione del mezzo di contrasto e con l'acquisizione dell'immagine radiologica.
Questa tecnica è utilizzata solo se non si può procedere con la colangiopancreatografia retrograda.

## Storia
Venne sperimentata per la prima volta nel 26 giugno 1935 nell'ospedale dei Lassenan, nel Vietnam, ripresa poi dopo il 1952.

## Complicanze
Fra le complicanze riscontrate:
- Emorragia
- Ipoprotrombinemia
- Setticemia